# Karina Sabirova
Karina Ibraghimovna Sabirova (în rusă Карина Ибрагимовна Сабирова) (n. 23 martie 1998, în Astrahan) este o handbalistă rusă care joacă pentru clubul GK Astrahanocika și echipa națională a Rusiei.
În decembrie 2016, Sabirova a făcut parte din selecționata Rusiei care s-a clasat pe locul al șaptelea la Campionatul European din Suedia.

## Palmares
Club
- Superliga Rusă de Handbal: 
  - Câștigătoare: 2016
  - Medalie de bronz: 2015

- Cupa Rusiei: 
  - Finalistă: 2016

Echipa națională
- Jocurile Olimpice de Tineret:
  -  Medalie de argint: 2014

- Campionatul Mondial pentru Junioare:
  -  Medalie de aur: 2016

- Campionatul European pentru Junioare:
  -  Medalie de argint: 2015

## Distincții individuale
- Interul stânga al echipei ideale All-Star Team la Campionatul European pentru Junioare: 2015
- Cea mai valoroasă jucătoare (MVP) la Campionatul Mondial pentru Junioare: 2016
- Maestru al Sportului din Rusia: 2016